# Recherche de la vérité par les lumières naturelles
 (novembre 2024).
Si vous disposez d'ouvrages ou d'articles de référence ou si vous connaissez des sites web de qualité traitant du thème abordé ici, merci de compléter l'article en donnant les références utiles à sa vérifiabilité et en les liant à la section « Notes et références ».

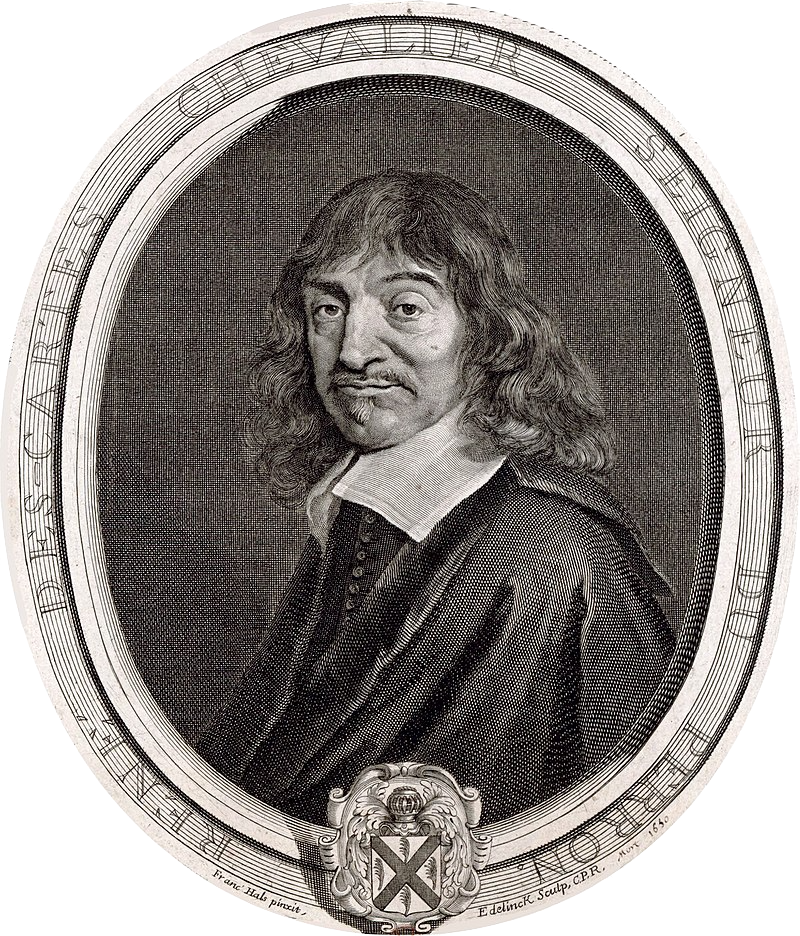
Portrait de René Descartes.

La Recherche de la Vérité par la lumière naturelle est un dialogue philosophique inachevé de René Descartes en français.

## Historique
Le texte est publié pour la première fois (Amsterdam, 1684) en traduction néerlandaise, dans un recueil de lettres de Descartes (Brieven) par J. H. Glazemaker, et dans une traduction latine dans les Opuscola posthuma, physica & mathematica, Amsterdam, 1701[réf. souhaitée].
Les premières pages du texte original français ont été découvertes seulement en 1908 et publiées pour la première fois dans l'édition Adam-Tannery (vol. X, pp. 495-532), le reste est disponible uniquement dans les versions mentionnées[réf. souhaitée].

## Contenu
Descartes commence par observer que 
« quand même toute la science que nous pouvons désirer se trouveroit dans les livres, ce qu’ils renferment de bon est mêlé de tant d’inutilités, et dispersé dans la masse de tant de gros volumes, que pour les lire il faudrait plus de temps que la vie humaine ne nous en donne, et pour y reconnoître ce qui est utile, plus de talent que pour le trouver nous-mêmes. » 
Il ajoute donc : 
« C’est ce qui me fait espérer que le lecteur ne sera pas fâché de trouver ici une voie plus abrégée, et que les vérités que j’avancerai lui agréeront, quoique je ne les emprunte pas à Platon ou à Aristote. »
Descartes imagine alors une conversation entre trois personnages : Eudoxe, Polyandre et Épistémon. Eudoxe est un homme doué d’un esprit ordinaire, mais dont le jugement n’est gâté par aucune fausse opinion, et qui possède toute sa raison intacte, telle qu’il l’a reçue de la nature ; dans sa maison de campagne, où il habite, il reçoit la visite de deux hommes du plus grand esprit, et des plus distingués du siècle, dont l’un (Polyandre) n’a jamais rien étudié, tandis que l’autre (Épistémon) sait très bien tout ce qu’on peut apprendre dans les écoles.

Eudoxe vante les mérites du doute : 
« Prêtez-moi seulement votre attention ; je vais vous conduire plus loin que vous ne pensez. En effet, c’est de ce doute universel que, comme d’un point fixe et immuable, j’ai résolu de dériver la connoissance de Dieu, de vous-même, et de tout ce que renferme le monde ».